# 西村高兄
西村 高兄（にしむら たかえ、1900年（明治33年）1月1日 - 1988年（昭和63年）7月5日）は、昭和時代前期の拓務官僚、台湾総督府官僚。

## 経歴・人物
高知県土佐郡地蔵寺村（現・土佐町西部）に生まれる。東京府立第一中学校、第一高等学校を経て、1924年（大正13年）3月、東京帝国大学法学部法律学科（独法）を卒業する。翌年11月、高等試験行政科に合格し、さらに翌年の1926年（大正15年）2月に樺太庁内務部殖産課に奉職。1927年（昭和2年）7月より同庁警視警察部警察官練習所長を兼任し、同年9月に同庁事務官長官官房調査課長に転じた。
ついで拓務事務官管理局大臣官房会計課勤務を経て、1931年（昭和6年）9月に台湾総督府に転じ、事務官内務局地方課長に就任。のち殖産局山林課長兼鉱務課長、内務局地方課長兼地理課長、同局防空課長兼総督官房企画部長、官房文書課長を歴任し、1942年（昭和17年）7月に台湾総督府文教局長に就任。2年後の1944年（昭和19年）7月、坂口主税に代わり台北州知事に就任した。ほか、皇民奉公会中央本部生活部長を務めた。戦後、公職追放となった。

## 著作
- 『台湾鉱業規則解説』巌松堂書店、1934年。